# Kissing Gorbaciov
Kissing Gorbaciov è un film italiano del 2023 prodotto dal collettivo e casa di produzione indipendente SMK Factory.
È un film di genere documentario, diretto da Luigi D'Alife e Andrea Paco Mariani.
Il film è stato presentato per la prima volta al pubblico il 10 novembre 2023 nella sezione Let The Music Play del 64º Festival dei popoli.

## Trama
All'inizio degli anni '80 un gruppo di giovani ragazzi vince le elezioni comunali nel piccolo paese di Melpignano, in Puglia, e decide di fare qualcosa di rivoluzionario: puntare sulla cultura come strumento di cambiamento e valorizzazione del territorio. Tra l'organizzazione di un concerto e l'altro, i ragazzi si imbattono nel libro Compagno rock, scritto dal musicologo russo Artemij Troickij e hanno una folle idea: provare a portare le rock band sovietiche a suonare per la prima volta in Occidente. Il progetto prende il nome "Le idi di marzo" in onore di Michail Gorbačëv, che era stato eletto presidente del PCUS nel marzo del 1985, e viene infine finanziato direttamente dall'ambasciata dell'Unione Sovietica a Roma.
Il 23 e il 24 luglio del 1988 a Melpignano avviene «il primo sbarco ufficiale della nuova armata musicale sovietica». Dall'URSS arrivano le band Televizor, Igry, Sekret, New Collection e Justement, mentre gli headliner delle due serate saranno due delle più importanti rock-band italiane, i CCCP - Fedeli alla linea e i Litfiba. La primavera successiva, nel marzo del 1989, saranno le rock band italiane, a cui si aggiungono i RATS e i salentini Mista & Missis, ad imbarcarsi su un traballante Aeroflot per un tour di 8 giorni tra Mosca e Leningrado. Attraverso materiale d'archivio inedito, moltissimi interventi musicali e le testimonianze dei diretti protagonisti, il documentario ricostruisce l'incredibile storia del tour che riuscì a creare un ponte tra due mondi fino ad allora divisi attraverso un linguaggio che non ha bisogno di interpreti: la musica.

## Produzione
Il film è stato prodotto dal collettivo e casa di produzione indipendente SMK Factory, in collaborazione con AAMOD. È stato in parte finanziato da una campagna di crowdfunding su Produzioni dal basso che ha raccolto 677 co-produttori. Gli autori sono venuti a conoscenza della storia nel 2017 durante la tournée di un film precedente che aveva fatto tappa a Melpignano, dove la sindaca, Valentina Avantaggiato, figlia del sindaco di allora, raccontò la vicenda.
Come rivelato dagli stessi autori, la prima stesura della sceneggiatura prevedeva un nuovo viaggio in Russia coi protagonisti de Le idi di marzo, ma a causa dello scoppio del conflitto russo-ucraino, si è dovuta abbandonare l'idea. Una delle parti più complesse della produzione del film è stato il reperimento dei materiali d'archivio, tra i quali i video inediti del tour in Unione Sovietica girati dai CCCP - Fedeli alla linea, arrivando a un totale di 17-18 fondi di archivio differenti.
Il film è stato realizzato grazie al supporto di Emilia Romagna Film Commission, Ministero della cultura, Comune di Melpignano, Apulia Film Commission.

### Riprese
Le riprese del film sono iniziate a luglio 2022 nel Comune di Melpignano, in Puglia. Il 27 settembre 2022 è stata realizzata l'intervista con i CCCP - Fedeli alla linea a Cerreto Alpi, in provincia di Reggio Emilia e le riprese si sono concluse nel febbraio 2023 a Bologna

## Promozione
Il trailer ufficiale del film è stato diffuso il 26 ottobre 2023.

## Distribuzione
Il film è stato distribuito nelle sale dalla casa di distribuzione italiana indipendente OpenDDB - Distribuzioni Dal Basso. In Italia è uscito sugli schermi il 24 novembre 2023, con una première al cinema Rosebud di Reggio Emilia dove hanno partecipato Massimo Zamboni, Giovanni Lindo Ferretti e Annarella Giudici. Il film si è imposto come un esempio felice di distribuzione dal basso, collezionando centinaia di proiezioni quasi sempre sold-out e risultando, a 10 settimane dall'uscita in sala, l'unico documentario in classifica tra i primi 50 film in Italia.

## Accoglienza

### Incassi
Il film ha incassato al 25 febbraio 2024 10 179 € con 15 428 presenze.

### Critica
Il film ha ottenuto recensioni positive da parte della critica, in particolare modo per l'originalità del racconto, l'utilizzo dei materiali d'archivio e la presenza dei CCCP - Fedeli alla linea che il film ha riunito per la prima volta dopo molti anni. Su movieplayer.it il voto del pubblico è di 4.8/5 e su comingsoon.it di 4.5/5 su 32 voti. Giovanni Bogani di MyMovies lo ha definito «una storia di utopie e sogni» ed un «film prezioso, per chi c'era e per chi non c'era». Su Comingsoon.it Daniela Catelli ha assegnato al film 4 stelle sottolineando come si tratti di «un documento storico, sociologico e musicale imperdibile».
La recensione di Valentina D'Amico su Movieplayer.it si riferisce agli autori affermando che «hanno accostato con maestria testimonianze e materiale di repertorio, passato e presente, in un racconto avvincente» il che ne fa «un documentario sorprendente e appassionante». Sul sito FilmIdee Kissing Gorbaciov viene definito come «uno di quei film che ha trovato l’alchimia esatta tra il provocare il reale per realizzare il film e diventare esso stesso agente di trasformazione del mondo», mentre su Close-Up, dove il film ha ricevuto 4 stelle, si evidenzia come la presenza dei CCCP nel film «uno di fianco all’altro, dopo tanti anni, fa un certo effetto» e come «l’allestimento scenografico minimale e la disposizione dei quattro intervistati possiede una qualità quasi pittorica».

## Riconoscimenti
Kissing Gorbaciov è stato selezionato nella cinquina finalista della 79ª edizione dei Nastri d'argento.

## Curiosità
Con la proposta di realizzare un'intervista collettiva, il film ha di fatto provocato la reunion dei CCCP - Fedeli alla linea. Massimo Zamboni ha raccontato che il giorno dopo l'intervista realizzata a Cerreto Alpi «io e Annarella siamo andati dal sindaco di Reggio e dal direttore di Palazzo Magnani a proporgli una mostra» mentre Giovanni Lindo Ferretti ha aggiunto che «Quel giorno ci siamo accomodati nella mia stalla, che avevo allestito come se fosse un set, ho rivisto per la prima volta il pezzo di un concerto dei CCCP, sono stato travolto dalla bellezza e dall’energia delle immagini. Dopo aver pranzato e aver fatto una chiacchierata, Massimo e Annarella hanno spiegato a me e a Danilo di festeggiare i 40 anni del gruppo. Lei ne ha conservato la memoria in tutto questo tempo, è diventata amministratrice delegata e esecutrice testamentaria. Ritrovarsi insieme ci ha fatto capire che ci legava ancora la dimensione dell’anima e la disciplina della carne».
Dopo l'intervista è stata realizzata la mostra Felicitazioni! Fedeli alla linea 1984–2024 che si è svolta dal 12 ottobre 2023 al 10 marzo 2024, nei Chiostri di San Pietro a Reggio Emilia, due spettacoli il 21 e il 22 ottobre al Teatro Valli, in cui Ferretti, Zamboni, Giudici e Fatur hanno messo in scena un Gran Gala Punkettone. Il 24, 25 e 26 febbraio il gruppo si è esibito a Berlino, all’Astra Kultur Haus, registrando il tutto esaurito per ogni data ed è stato annunciato un tour estivo.